# Verwaltungsgemeinschaft Betzigau
Die Verwaltungsgemeinschaft Betzigau im schwäbischen Landkreis Oberallgäu wurde im Zuge der Gemeindegebietsreform am 1. Mai 1978 gegründet und zum 1. Januar 1980 bereits wieder aufgelöst.
Ihr gehörten die Gemeinden Betzigau und Wildpoldsried an, die seither Einheitsgemeinden mit eigener Verwaltung sind.
Sitz der Verwaltungsgemeinschaft war Betzigau.